# Rząd Siarhieja Rumasa
Rząd Siarhieja Rumasa – urzędująca od 18 sierpnia 2018 do 3 czerwca 2020 Rada Ministrów Republiki Białorusi pod kierownictwem premiera Siarhieja Rumasa.

## Skład Rady Ministrów
nazwiska podano w transkrypcji z języka białoruskiego
- Siarhiej Rumas - Prezes Rady Ministrów
- Alaksandr Turczyn - Pierwszy Wiceprezes Rady Ministrów
- Uładzimir Dwornik - Wiceprezes Rady Ministrów
- Uładzimir Kucharau - Wiceprezes Rady Ministrów
- Ihar Laszenka - Wiceprezes Rady Ministrów
- Ihar Pietryszenka - Wiceprezes Rady Ministrów
- Uładzimir Kałtowicz – minister regulacji antymonopolowych i handlu
- Dzmitryj Mikulonak – minister architektury i budownictwa
- Juryj Karajeu – minister spraw wewnętrznych
- Alaksandr Cierachau – minister gospodarki komunalnej
- Uładzimir Karanik – minister zdrowia
- Uładzimir Makiej – minister spraw zagranicznych
- Alaksandr Karlukiewicz – minister informacji
- Juryj Bondar – minister kultury
- Wital Drożża – minister gospodarki leśnej
- Andrej Raukou – minister obrony
- Ihar Karpienka – minister edukacji
- Siarhiej Naliwajka – minister do spraw podatków i opłat
- Uładzimir Waszczanka – minister do spraw sytuacji nadzwyczajnych
- Andrej Chudyk – minister zasobów naturalnych i ochrony środowiska
- Pawieł Uciupin – minister przemysłu
- Kanstancin Szulhan – minister komunikacji i informacji
- Anatolij Chaćko – minister rolnictwa i żywności
- Siarhiej Kawalczuk – minister sportu i turystyki
- Alaksiej Auramienka – minister transportu i komunikacji
- Iryna Kasciewicz – minister pracy i opieki społecznej
- Maksim Jermałowicz – minister finansów
- Dzmitryj Krutoj – minister gospodarki
- Wiktar Karankiewicz – minister energetyki
- Aleh Sliżeuski – minister sprawiedliwości